# CarGoTram
CarGoTram är en godsspårvagnslinje i Dresden i Tyskland, som försörjer en lokal monteringsfabrik för personbilar med insatsvaror.
Planeringen av en Volkswagenfabrik för montering av personbilar i Dresden påbörjades 1997, och i mars 2000 påbörjades produktion vid den så kallade "Gläserne Manufaktur" ("Glasfabriken"). Lokaltrafikföretaget Dresdner Verkehrsbetriebe AG  och Volkswagen Automobil-Manufaktur Dresden GmbH träffade ett avtal om CarGoTram, en godstransportverksamhet med specialtillverkade godsspårvagnar för att transportera insatsvaror från Volkswagens fraktdepå vid järnvägen vid Bahnhof Dresden-Friedrichstadt till bilfabriken nära stadskärnan vid Straßburger Platz. Denna godsbefordran skedde på redan befintliga spårvagnsspår, vilka bara kompletterades vid fraktdepån respektive monteringsfabriken. Sträckan mellan fraktdepå och fabrik är fyra kilometer och linjen går tvärs genom stadens centrum via Postplatz och Grunaer Straße. Spårvagnarna kan vid behov köra en längre sträcka för att undvika stockningar under högtrafik. 
Två spårvagnssätt specialbyggdes för ändamålet av Schalker Eisenhütte Maschinenfabrik GmbH i Gelsenkirchen till en kostnad av 6,5 miljoner tyska mark vardera. Tågen byggdes på renoverade chassin från utrangerade personspårvagnar från Tatra. De driver på alla axlar. Spårvagnarna provkördes från januari 2001. De har sedan gått i kontinuerlig trafik först fram till mars 2016, och därefter – efter ett produktionsuppehåll i fabriken och ett byte av monterad bilmodell – från mars 2017. Normalt körs en tur per timme.

## Tågsätt
Ett CarGoTram-tåg går i tvåriktningstrafik. Det består normalt av två kombinerade manöver- och fraktvagnar och tre renodlade fraktvagnar, med en fraktkapacitet på vardera 7,5 ton respektive 15 ton. Ett fullt tågsätt lastar 214 kubikmeter.

## Bildgalleri

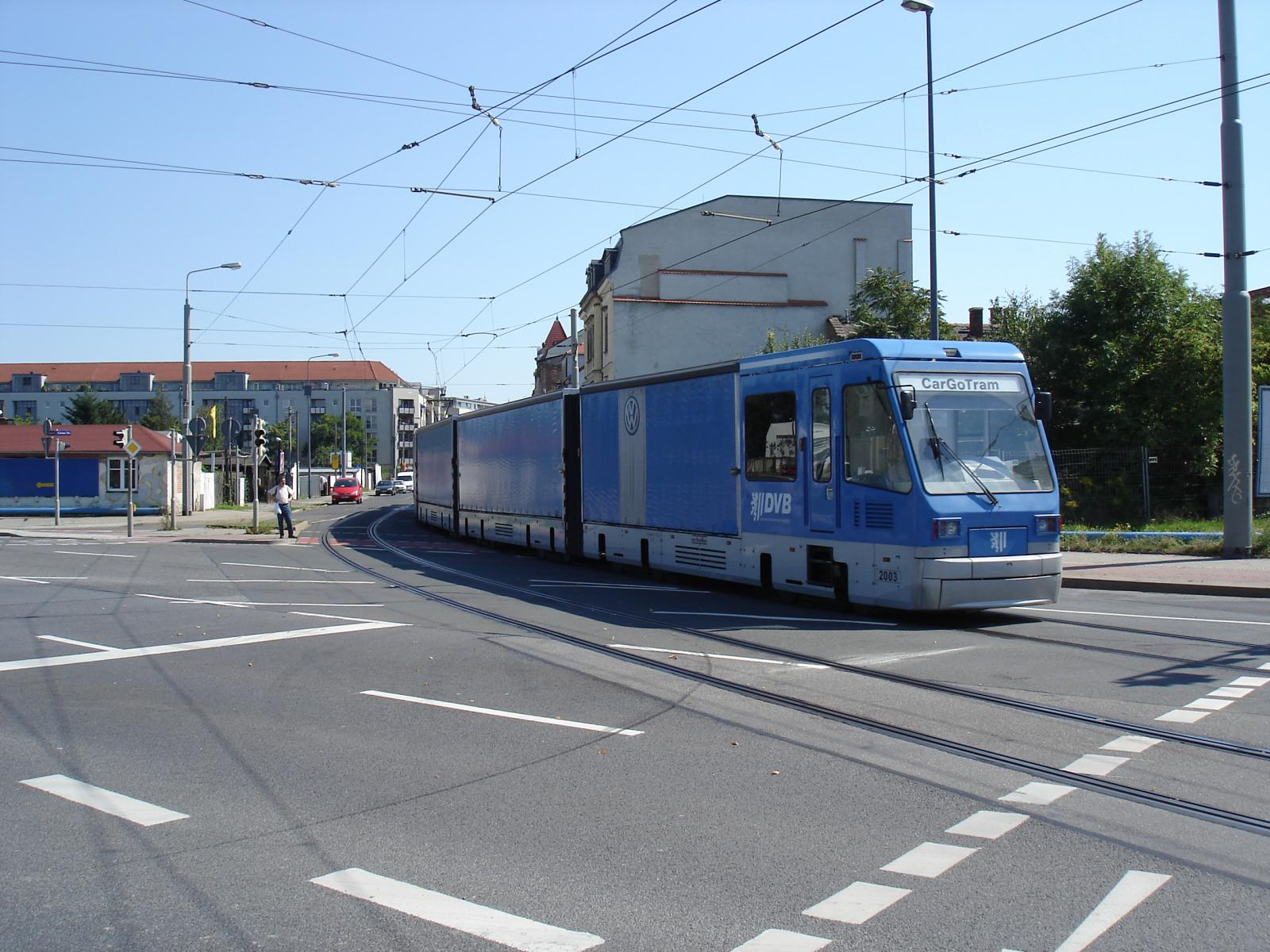
CarGoTram som lämnar fraktdepån i Dresden-Friedrichstadt
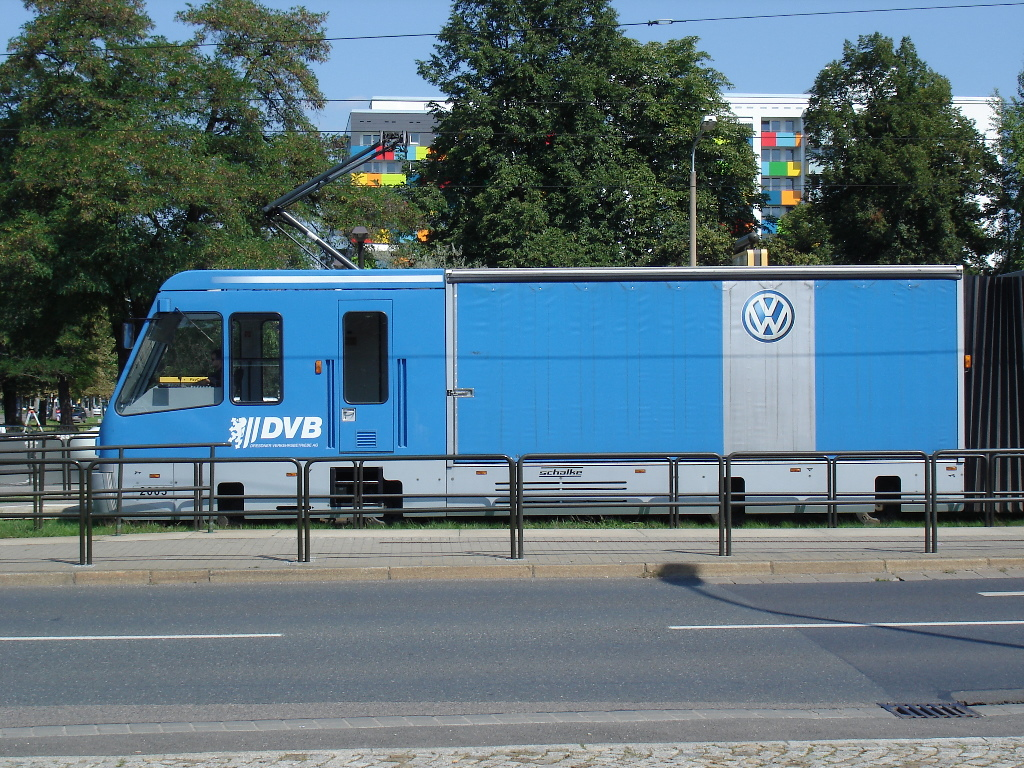
Manövervagn
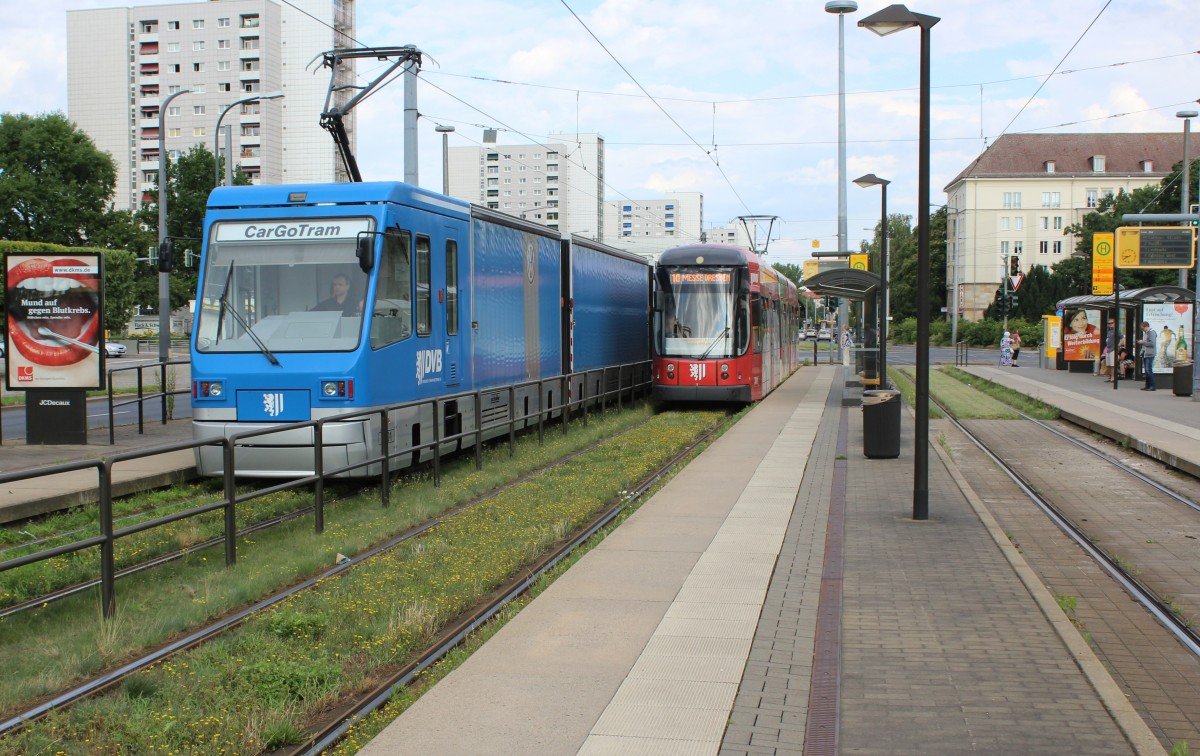
Möte med en Bombardier Flexity Classic personspårvagn vid Straßburger Platz
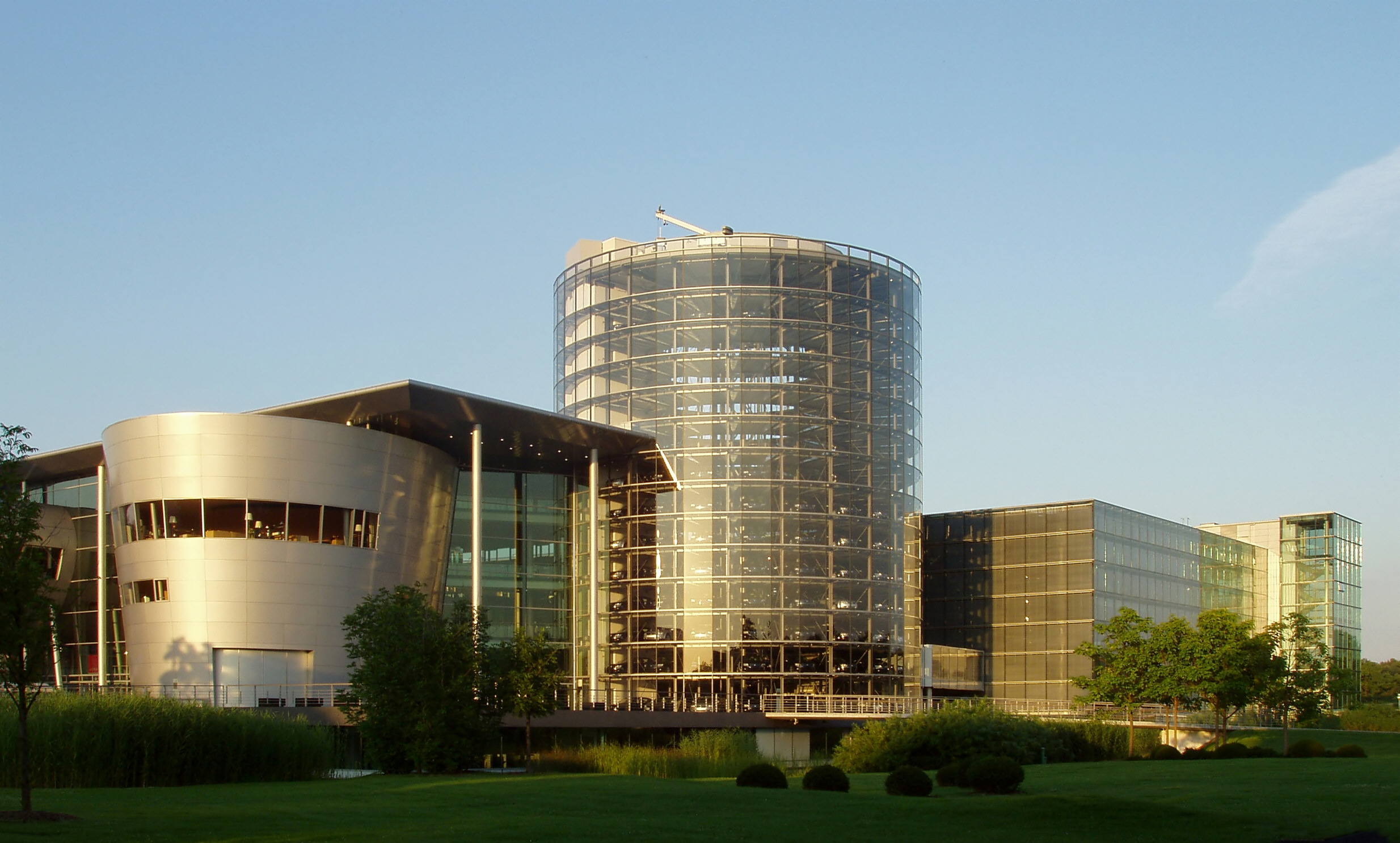
"Gläserne Manufaktur"
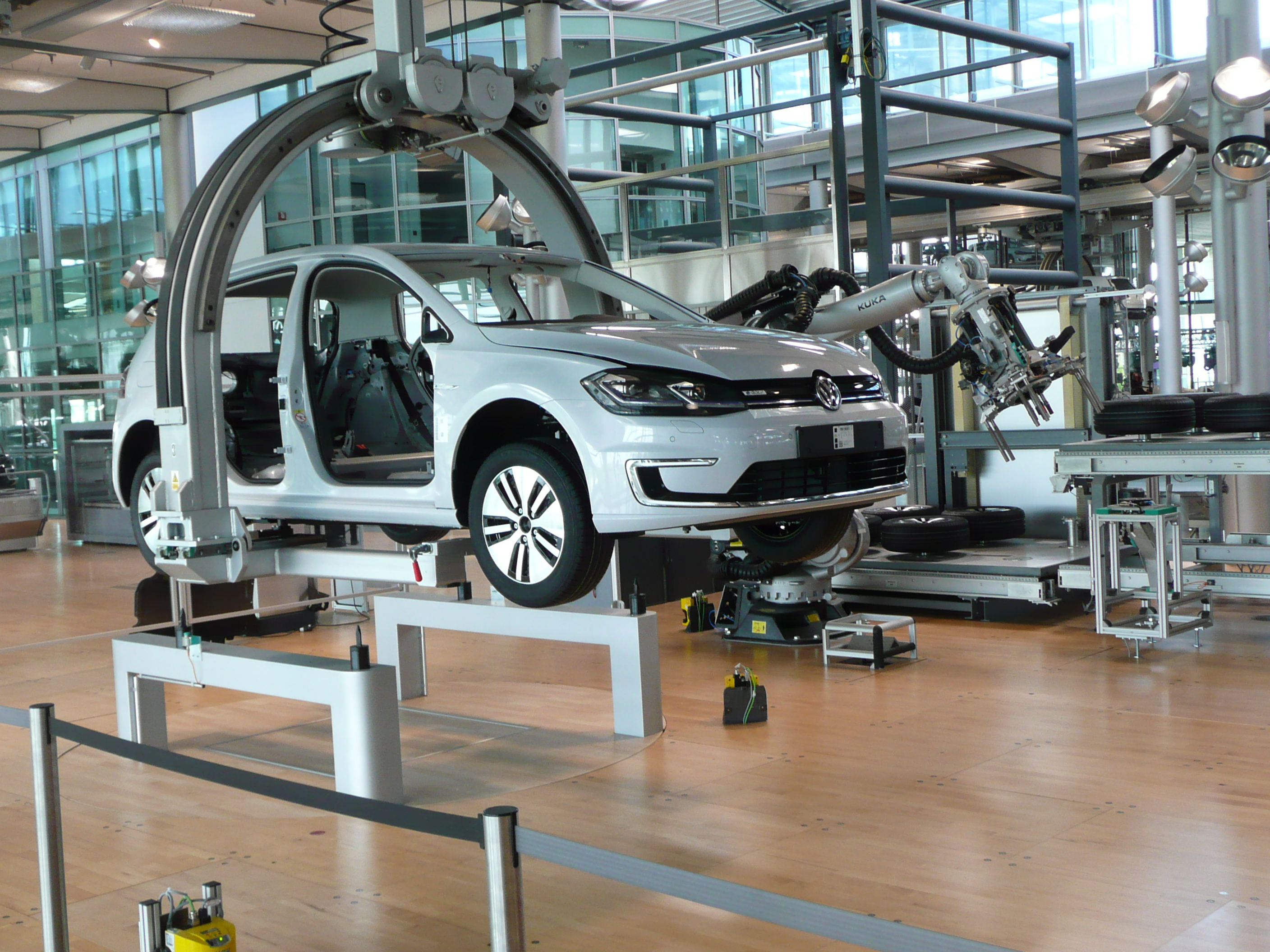
Robotiserad montering av fönster på en Volkswagen e-Golf i Dresden 2017